# Shanti/Ashtangi
Shanti/Ashtangi é a faixa número oito do álbum Ray of Light, de 1998, da cantora estadunidense Madonna. A canção é baseada em um mantra, já que Madonna estava sobre forte influência do Yoga e Cabala.
A canção é toda cantada em hindi/sânscrito. Ela foi co-escrita por Madonna e William Orbit, o principal produtor do álbum Ray of Light.
A canção é uma prece que mescla dois mantras difundidos no Yoga, o Ashtanga Yoga Mantra e Mangalam mantra. Adaptados na visão cabalística ocidental que Madonna se orienta. Saudando os mestres de ambas as linhagens.